# Juan Bautista Arriaza
Œuvres principales
- Poesías patrióticas
- Terpsícore o las gracias del baile

Juan Bautista Arriaza, né à Madrid le 27 février 1770 et mort dans la même ville le 22 janvier 1837 , est un poète et diplomate espagnol du néoclassicisme et de l'étape de transition au romantisme.
Dans sa jeunesse, il est officier de marine et partisan de l'absolutisme de Ferdinand VII. Il est surtout connu pour ses poèmes patriotiques de la guerre d'indépendance espagnole et pour son long poème érotico-festif sur la danse, Terpsícore o las gracias del baile.

## Biographie

### Jeunesse et vocation militaire
Troisième fils d'Antonio de Arriaza y Orejón, un militaire haut gradé d'infanterie, et de Teresa Superviela y Leytiri, d'origine italo-française, Juan Bautista Arriaza est baptisé le même jour que sa naissance dans la paroisse de San Sebastián de Madrid. Il suit le cursus scolaire primaire aux Escuelas Pías de San Fernando (es) du quartier de Lavapiés. En 1781, il intègre le Séminaire royale de Nobles pour suivre des études d'éducation secondaire dans une institution où enseigne Jorge Juan y Santacilia.
L'année suivante, il part au Lycée d'Artillerie de Ségovie, où il développe une vocation pour l'armada espagnole, puis intègre la Compagnie des garde-côtes de Carthagène en 1787, devenant sous-lieutenant de frégate en 1790. À partir de 1793, il sert avec la Première Coalition contre la France révolutionnaire jusqu'au traité de Bâle (22 juillet 1795) du 22 juillet 1795. À la suite de ses actions lors du siège de Toulon (1793), il est promu sous-lieutenant de navire en 1794.
En 1796, il publie le poème La compasión (« La pitié »),, un hymne religieux funèbre pour les obsèques du duc d'Alba. L'année suivante, sort à Paris son premier recueil de poésie intitulé Primicias (« Prémices »). Il édite également à cette époque son poème A las Bellas Artes (« Aux beaux-arts »)
En février 1798, Arriaza sollicite la permission de se retirer du front prétextant des problèmes de vue — permission qui lui sera concédée.

### Retrait de la carrière militaire
En 1803, il devient diplomate à Londres, mais la bataille de Trafalgar met fin aux bonnes relations entre les deux pays et il doit rentrer à Madrid en 1805. En novembre de cette année, il écrit une œuvre sur le ce combat intitulée La Tempestad y la guerra (« La Tempête et la guerre »).
Il publie en 1807 Arte poética une traduction en vers de L'Art poétique de Nicolas Boileau.
Plus tard, Arriaza part à Paris mais revient peu après, juste avant le soulèvement du Dos de Mayo à Madrid. Jusqu'alors, sa poésie était légère, de style rococo et traitant de l'amour ; mais les événements de 1808 marquent un changement, et il commence à écrire jusqu'en 1810 de la poésie patriotique, typique de ces circonstances de guerre, comme Profecía del Pirineo, (« Prophétie des Pyrénées »), qui a inspiré le tableau Le Colosse (longtemps attribué à Francisco de Goya), et Recuerdos del Dos de Mayo (« Souvenirs du Deux Mai »). Sa poésie patriotique est beaucoup diffusée et transmise oralement parmi la résistance espagnole.
Après le soutien de l'Angleterre à l'Espagne et la restauration des bonnes relations entre les deux pays, Arriaza repart à Londres en 1810 pour reprendre ses tâches diplomatiques. Peu après son arrivée, il réunit dans un volume ses Poesías patrióticas (« Poésies patriotiques »). L'année suivante, il publie dans une édition bilingue un texte intitulé Observaciones sobre el sistema de guerra de los aliados en la Península Española (« Observations sur le système de guerre des alliés dans la Péninsule espagnole »), qui valu de nombreux soutiens à la colonie espagnole. Il fait ensuite éditer à Palma de Majorque ses Ensayos políticos (« Essais politiques »).
Avec la restauration absolutiste de Ferdinand VII, Arriaza reçoit une reconnaissance officielle pour son soutien à la cause patriotique et il est nommé Académicien de la Langue. Il est également élu membre de l'Académie royale des beaux-arts de San Fernando en 1824.

## Œuvre
Dans ses idylles, ses poésies anacréontiques et épigrammes, il suit les moules déjà utilisés par les poètes néoclassiques antérieurs de son siècle. Ses sonnets sont les plus notables : ils sont composés avec facilité et désinvolture, sur des thèmes amoureux et avec des airs de Garcilaso de la Vega et Lope de Vega, comme dans Perdí mi corazón. ¿Le habéis hallado?, Crecido con las lluvias de repente... ou Quédate adiós, ¡oh cristalina fuente!. D'autres sont de thème historique : A la batalla de Salamanca, Sentimientos de la España a tiempo de la partida de su legítimo rey en 1808, etc. L'élégie El dos de mayo en 1808 commence avec un hendécasyllabe pausé :
« Silence et solitude, sources occultes

de la méditation ; avec quels souvenirs

vous revenez contrister en ces jours

d'un fidèle patriote les nobles pensées ! »
« Silencio y soledad, fuentes ocultas

de la meditación; ¡con qué recuerdos

volvéis a contristar en estos días

de un fiel patriota el noble pensamiento! »
Il continue avec des quatrains de onze syllabes aigus adaptés à la déclamation et le chant. Ce que l'on retient d'Arriaza sont les poèmes longs, spécialement ceux de thématique didactico-morale. Emilia, poema descritivo y moral a pour but de « stimuler l'intérêt pour les beaux-arts chez une dame de distinction, qui aime à dépenser sa fortune dans des objets de magnificence et goût, dotant d'éducation les enfants orphelins et pauvres, dont on souhaitait en faire des artistes propres à la bonne école de nos anciens maîtres en sculpture, peinture et architecture. » Sont également à noter les poèmes Las artes, Gusto y beneficencia et Terpsícore y las gracias del baile.
Par ailleurs, Arriaza est l'auteur d'autres poèmes « d'imagination », en particulier l'innovateur La cavilación solitaria, où il expose, au milieu d'un locus amoenus lunaire une philosophie pessimiste et misanthrope.

### L'influence deProfecía del PirineosurLe Colosse
Nigel Glendinning affirme que Le Colosse, longtemps attribué à Francisco de Goya, puis à Asensio Julià, puis à un élève indéterminé du maître aragonais, est basé sur le poème patriotique de Juan Bautista Arriaza, Profecía del Pirineo. Dans les vers 25 à 36, apparaît un Titan qui s'érige sur les Pyrénées, chaîne de montagne dont l’étymologie signifie « mont brûlé » et a été reflétée dans la tradition littéraire espagnole, comme on peut l'observer dans Fábula de Polifemo y Galatea de Luis de Góngora. Il appelle le géant Polyphème « Ce Pyrénée » dans le vers 62. Le poème d'Arriaza décrit des détails comme ceux des nuages qui entourent sa ceinture, une précision que Goya retranscrit dans le tableau :
« Ved que sobre una cumbre

de aquel anfiteatro cavernoso,

del sol de ocaso a la encendida lumbre

descubre alzado un pálido Coloso

que eran los Pirineos

basa humilde a sus miembros giganteos.

Cercaban su cintura

celajes de occidente enrojecidos,

dando expresión terrible a su figura

con triste luz sus ojos encendidos

y al par del mayor monte,

enlutando su sombra el horizonte. »
— Juan Bautista Arriaza, Profecía del Pirineo, dans Poesías patrióticas, Londres, T. Bensley, 1810, p. 27-40, v. 25-36.
        
« Voyez que sur un sommet

de cet amphithéâtre caverneux,

du sol couchant à la lueur éclatante

on découvre hissé un pâle Colosse

pour lequel les Pyrénées

sont une humble base pour ses membres gigantesques.

Entouraient sa ceinture

un ciel couvert d'occident rougi,

donnant l'expression terrible à sa figure

avec une triste lumière ses yeux enflammés

et égal au mont le plus haut,

endeuillant son ombre l'horizon. »
Le peuple espagnol est représenté comme un géant surgi des Pyrénées pour s’opposer à l’invasion napoléonienne, thème classique de la poésie patriotique de la Guerre d’indépendance.
Sa volonté de lutter sans armes, à mains nues, comme l'exprime Arriaza lui-même dans son poème Recuerdos del Dos de Mayo (« Souvenirs du Deux mai »):
« De tanto joven que sin armas, fiero

entre las filas se le arroja audaz »
— Juan Bautista Arriaza, Recuerdos del Dos de Mayo, dans Poesías patrióticas, Londres, T. Bensley, 1810, p. 63, IV.
        
« Tant de jeunes qui sans arme, fiers

entre les files se jettent audacieux »

### Publications
- La compasión (poème seul), Madrid, 1796
- Primicias, Paris, 1796
- A las Bellas Artes (poème seul), Paris, 1796
- La Tempestad y la guerra, Madrid, 1805
- Arte poética (trad. de L'Art poétique de Nicolas Boileau), Madrid, 1807
- Profecía del Pirineo (poème seul, qui a inspiré le tableau Le Colosse), Madrid, 1810
- Recuerdos del Dos de Mayo (poème seul), Madrid, 1810
- Poesías patrióticas, Londres, 1810
- Observaciones sobre el sistema de guerra de los aliados en la Península Española, Londres, 1811
- Ensayos políticos, Palma de Majorque, ?
- El dos de mayo; himno patriotico, Madrid, 1814
- Poesías líricas, Madrid, 1816
- Terpsícore o las gracias del baile (intitulé dans sa version moderne comme Las Gracias del baile[7])